# Минесота
Минесота (енгл. Minnesota) је држава на средњем западу САД.
Клима континентална, умерена са јачим зимама. Главни град је Сент Пол који има 287.151 становника. Минесота има око 5 милиона становника. Земљиште је прерија. Индустрија и пољопривреда веома развијена. Основне гране индустрије су машиноградња, прехрамбена, хемијска, металургија, графичка. Руде су манган, гвоздена руда. Главни пољопривредни артикли; пшеница, кукуруз, сунцокрет, кромпир. Држава је од 1858. године.

## Географија
Минесота је најсјевернија држава САД после Аљаске. Држава је дио америчког региона познатог као Горњи средњи запад. Површина Минесоте је 225,181 km², што представља 2,25% од укупне површине САД. Са том површином Минесота је дванаеста по величини држава.

## Демографија
| 1900.     | 1910.     | 1920.     | 1930.     | 1940.     | 1950.     | 1960.     | 1970.     | 1980.     | 1990.     | 2000.     | 2010.     |
| --------- | --------- | --------- | --------- | --------- | --------- | --------- | --------- | --------- | --------- | --------- | --------- |
| 1.751.394 | 2.075.708 | 2.387.125 | 2.563.953 | 2.792.300 | 2.982.483 | 3.413.864 | 3.804.971 | 4.075.970 | 4.375.099 | 4.919.479 | 5.303.925 |

Број становника Минесоте је од 1850. године када је бројала мање од 6.100, порастао на преко 1,7 милиона до 1900. године. У наредних 6 деценија број становника се повећавао за 15% у току једне деценије, тако да је 1960. године Минесота имала 3,4 милиона становника. Раст броја становника је затим успорен, да би 2000. године тај број достигао 4,9 милиона. Према процјени из 2008. године, Минесота има 5.220.393 становника.